# Liste der Lokomotiven von Fairbanks-Morse
Diese Fahrzeug-Liste enthält eine Übersicht über die von Fairbanks, Morse and Company bzw. der kanadischen Tochter Canadian Locomotive Company (CLC) hergestellten Lokomotiven.

## Rangierlokomotiven
| Bezeichnung | Ausführung | Achsfolge | Leistung | Baujahre  | Bemerkung                  |
| ----------- | ---------- | --------- | -------- | --------- | -------------------------- |
| H-10-44     | Alt. 100.6 | Bo'Bo'    | 735 kW   | 1944–1950 |                            |
| H-12-44     | Alt. 100.6 | Bo'Bo     | 880 kW   | 1950–1961 |                            |
| H-12-44TS   | -          | Bo'Bo     | 880 kW   | 1956      | Version mit Dampfgenerator |

## Streckenlokomotiven
| Bezeichnung | Ausführung | Achsfolge  | Leistung | Baujahre  | Bemerkung           |
| ----------- | ---------- | ---------- | -------- | --------- | ------------------- |
| H-12-46     | -          | (A1A)(A1A) | 880 kW   | 1951–1952 |                     |
| H-15-44     | Alt. 200.2 | Bo'Bo'     | 1105 kW  | 1947–1949 |                     |
| H-16-44     | Alt. 200.2 | Bo'Bo'     | 1175 kW  | 1950–1963 |                     |
| H-16-66     | Alt. 110.1 | Co'Co'     | 1175 kW  | 1951–1958 | „Baby Train Master“ |
| H-20-44     | Alt. 200.1 | Bo'Bo'     | 1470 kW  | 1947–1954 |                     |
| H-24-66     | -          | Co'Co'     | 1765 kW  | 1953–1957 | „Train Master“      |

## Lokomotiven mit geschlossenem Aufbau (cab units)
| Bezeichnung | Ausführung                | Achsfolge  | Leistung | Baujahre  | Bemerkung                                          |
| ----------- | ------------------------- | ---------- | -------- | --------- | -------------------------------------------------- |
| OP 800      |                           | (A1A)2'    | 600 kW   | 1939      | Triebwagen für Southern Railway                    |
| Erie-built  | Alt. 100.3 und Alt. 200.3 | (A1A)(A1A) | 1470 kW  | 1945–1949 | A- und B-Einheiten                                 |
| CFA-16-4    | Alt. 200.6                | Bo'Bo'     | 1175 kW  | 1950–1953 |                                                    |
| CFB-16-4    | Alt. 200.6                | Bo'Bo'     | 1175 kW  | 1950–1953 | führerstandlose Einheiten                          |
| CFA-20-4    | Alt. 200.6                | Bo'Bo'     | 1470 kW  | 1950–1953 |                                                    |
| CFB-20-4    | Alt. 200.6                | Bo'Bo'     | 1470 kW  | 1950–1953 | führerstandlose Einheiten                          |
| CPA-16-4    | -                         | Bo'Bo'     | 1175 kW  | 1951–1954 |                                                    |
| CPB-16-4    | -                         | Bo'Bo'     | 1175 kW  | 1952–1954 | führerstandlose Einheiten                          |
| CPA-16-5    | -                         | Bo'(A1A)   | 1175 kW  | 1954–1955 |                                                    |
| CPB-16-5    | -                         | Bo'(A1A)   | 1175 kW  | 1954–1955 | führerstandlose Einheiten                          |
| CPA-20-5    | Alt. 300.2                | Bo'(A1A)   | 1470 kW  | 1950      |                                                    |
| CPA-24-5    | Alt. 300.2                | Bo'(A1A)   | 1765 kW  | 1950–1952 |                                                    |
| P-12-42     | -                         | Bo'2'      | 880 kW   | 1957–1958 | Triebkopf für Talgo-Züge der B&M und der New Haven |